# امید اسکندروف
امید اسکندروف (ازبکی: Umid Iskandarov, Умид Искандаров؛ زادهٔ ۲۴ سپتامبر ۱۹۸۰) بازیگر اهل کشور ازبکستان است. وی از سال ۲۰۰۵ میلادی تاکنون مشغول فعالیت بوده‌است.